# Escala de blues
El término escala de blues se refiere en general a las escalas musicales utilizadas en canciones y progresiones de blues, rock and roll, fusión y jazz. En particular, está muy extendido su uso para referirse a la escala pentatónica menor con el agregado de una cuarta aumentada o quinta disminuida ("blue note").

## Escala de blues, Pentatónica menor de blues o Escala hexatónica de blues
Considerada para muchos como "la" escala de blues, algunos autores prefieren denominarla como pentatónica menor de blues y otros escala hexátonica de blues. Es seguramente la más empleada en este estilo y, más allá del nombre, esta escala tiene su origen en los cantos afroamericanos y en las melodías vocales que entonaban, sobre una acompañamiento sencillo de acordes mayores. De ahí la característica de "blue notes" (notas de blues). Estas notas, la tercera menor, cuarta aumentada (o quinta disminuida) y séptima menor, contrastan con la armonía y se encuentran en esta escala.
Esta es la estructura de la escala:
- tónica (t)
- tercera menor (b3) "blue note"
- cuarta justa (4)

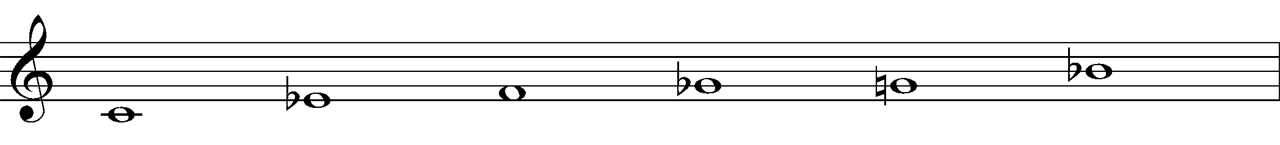
Pentatónica menor de blues o Escala Hexatónica de blues, términos que se refieren a lo que popularmente se llama Escala de blues ("Blues scale").

- quinta disminuida (b5) o cuarta aumentada (#4) "blue note"
- quinta justa (5)
- séptima menor (b7) "blue note"

## Escala heptatónica de blues

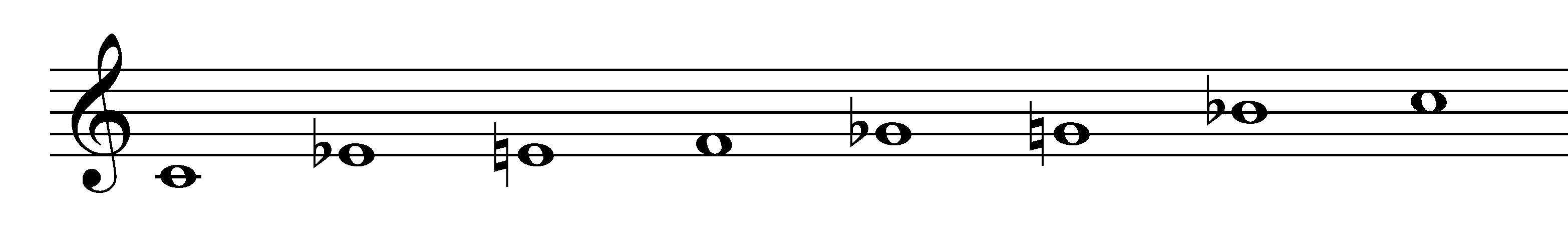
Escala heptatónica de blues, es decir Pentatónica menor más tercera mayor y quinta disminuida, o dicho de otro modo, escala de blues más tercera mayor..

Otros autores conciben una escala heptatónica (de siete notas) de blues, refiriéndose a una Pentatónica Menor con el agregado la tercera mayor, característica del acorde de I grado. Esta práctica del blues deriva de «la conjunción de las escalas africanas y las escalas diatónicas occidentales».
Steven Smith comenta que «asignar notas de blues a una escala de blues es un error muy importante, a menos que alteremos el significado de la palabra “escala”».

## Pentatónica mayor de Blues

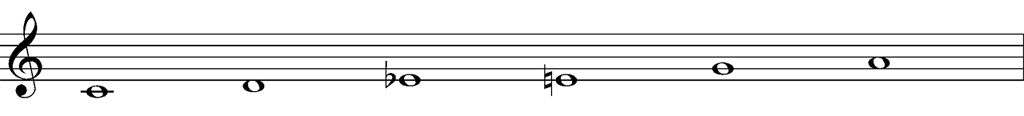
Pentatónica mayor de blues, es decir pentatónica mayor con el agregado de una blue note, la tercera menor (b3)

Basado en la misma idea de la modificación o adaptación modificada de la preexistente escala pentatónica menor para su uso dentro del blues, podemos encontrar de manera análoga el empleo de la pentatónica mayor con el agregado de una blue note (b3) para otorgarle una nota característica.
Algunos autores la denominan Pentatónica Mayor de Blues, y dado que la base armónica sigue siendo mayor, el contraste evidentemente será menor. Aun así, este tipo de sonoridad es muy usual dentro de estilos como la música country, el soul o el góspel.

## Otras escalas de blues
Benward y Saker definen a una escala de blues de nueve notas como una variación cromática de la escala mayor, presentando una tercera bemol y el séptimo grado, en el cual «alternando con la tercera normal y la séptima los grados de la escala se usan para crear una inflexión de blues. Estas notas de blues representan la influencia de las escalas africanas en esta música».